# أحشاء الذبيحة

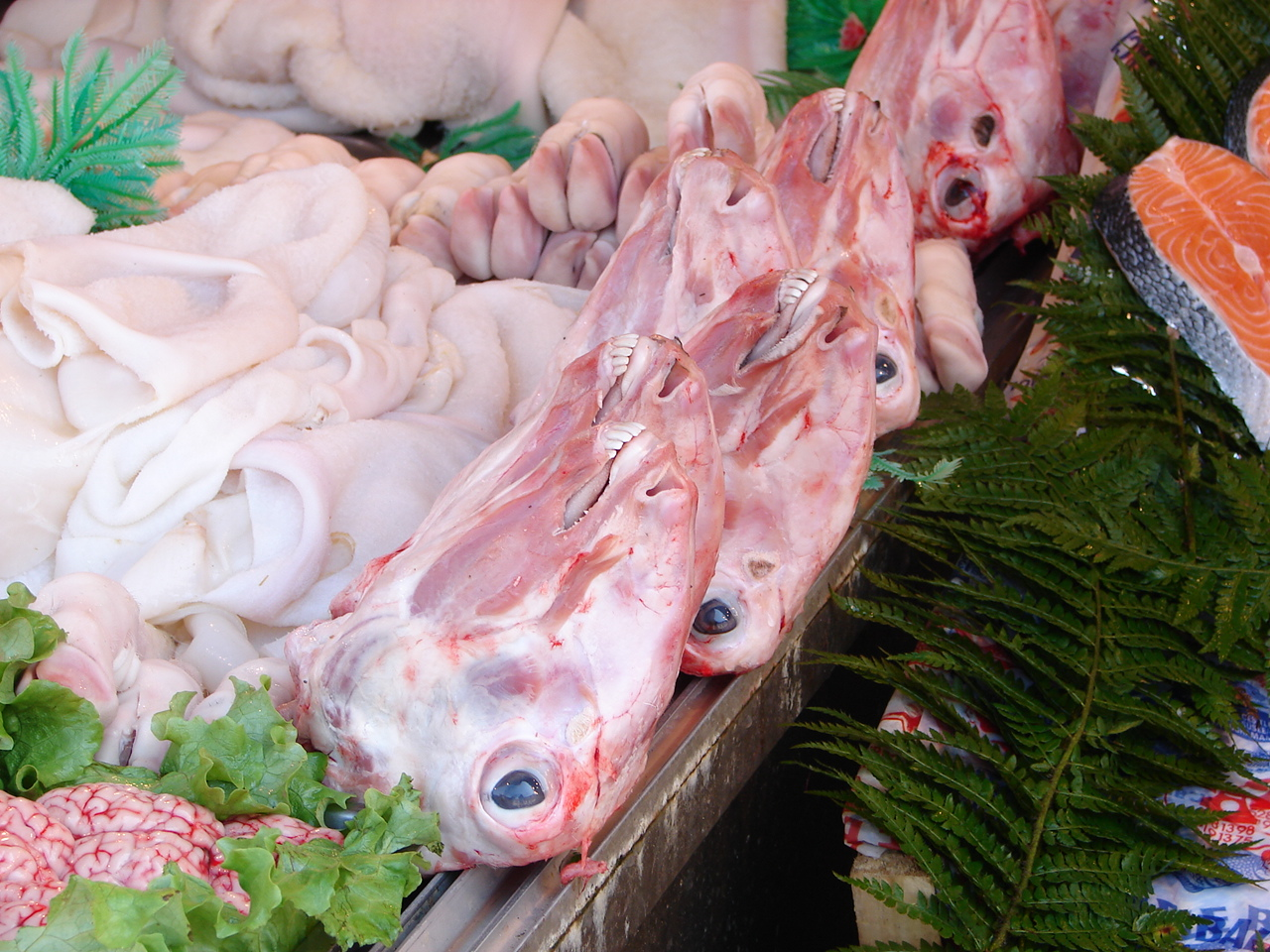
كذلك يمكن أن تكون أحشاء الحيوانات من أرخص أنواع الطعام والتي قد تكون محظورة في بعض المجتمعات. وهنا تعرض الرأس والمخ والأقدام والكرشة للبيع في سوق اللحوم في إسطنبول.

إن أحشاء الذبيحة والتي تعرف أيضًا، باسم تشكيلة اللحوم أو لحوم الأعضاء، تشير إلى أحشاء وأمعاء الحيوانات المذبوحة. ولا تشير الكلمة إلى قائمة معينة من الأعضاء الصالحة للأكل والتي تختلف من ثقافة لأخرى ومن منطقة لأخرى، ولكنها تتضمن معظم الأعضاء الداخلية عدا العضلات والعظام. ومثلما هو الحال في كلمة "offal" في اللغة الإنجليزية التي تدل على اسم جمع، فهذا المصطلح صيغة جمع تدل على عدة أشياء مجتمعة. ورغم ذلك تمتنع بعض الثقافات من استخدام أحشاء الذبائح كطعام، في حين تستخدمه مجتمعات أخرى كطعام يومي أو في الأطعمة الشهية.
تعتبر بعض أطباق أحشاء الذبائح طعامًا للذواقة في المطابخ العالمية. حيث يشتمل ذلك على كبد الأوز ولحم الرأس وبنكرياس العجول. في حين ظلت بعض أطباق أحشاء الذبائح جزءًا من المأكولات المحلية التقليدية وربما تستخدم خاصة في الأعياد. وتحتوي هذه الأطباق على لحوم الهاجيز الإسكتلندي والكبد المفروم اليهودي ونقانق سجق جنوب الولايات المتحدة، فضلاً عن أطباق أخرى كثيرة. وتستخدم الأمعاء كغطاء للنقانق، رغم أن الأنواع الأرخص قد تُستخدم في التغليف الصناعي.
ربما يشير المصطلح «أحشاء الذبيحة»، بناءً على السياق، إلى أجزاء من الذبيحة المطروحة بعد الذبح أو السلخ؛ وربما تشير كذلك إلى المحاصيل الجانبية لـ الحبوب المطحونة، مثل الذرة أو القمح. وغالبًا لا تُستخدم أحشاء الذبيحة بصورة مباشرة كطعام للإنسان أو الحيوان ولكنه يعالج عن طريق الاستخلاص أو إنتاج تلك المواد في صورة سماد أو وقود أو في بعض الحالات، يمكن إضافتها إلى المنتجات التجارية مثل أغذية الحيوانات الأليفة.
وفي أوقات سابقة، كان الناس يلقون بأحشاء الذبائح والبقايا الأخرى للمدانين في عمليات إجرامية كتعبير عن الرفض الشعبي لهم:
وفي عام 1809 أدين ريتشارد توماس دودمان وإدوارد وود في «مؤامرة» لارتكاب اللواط وحكم عليهما بالسجن لمدة سنتين والوقوف لمدة ساعة على آلة خشبية للتعذيب حيث جلدوا بأحشاء الذبائح المقدمة من قبل الجزارين في أسواق نيوغيت وفليت.

## معرض صور

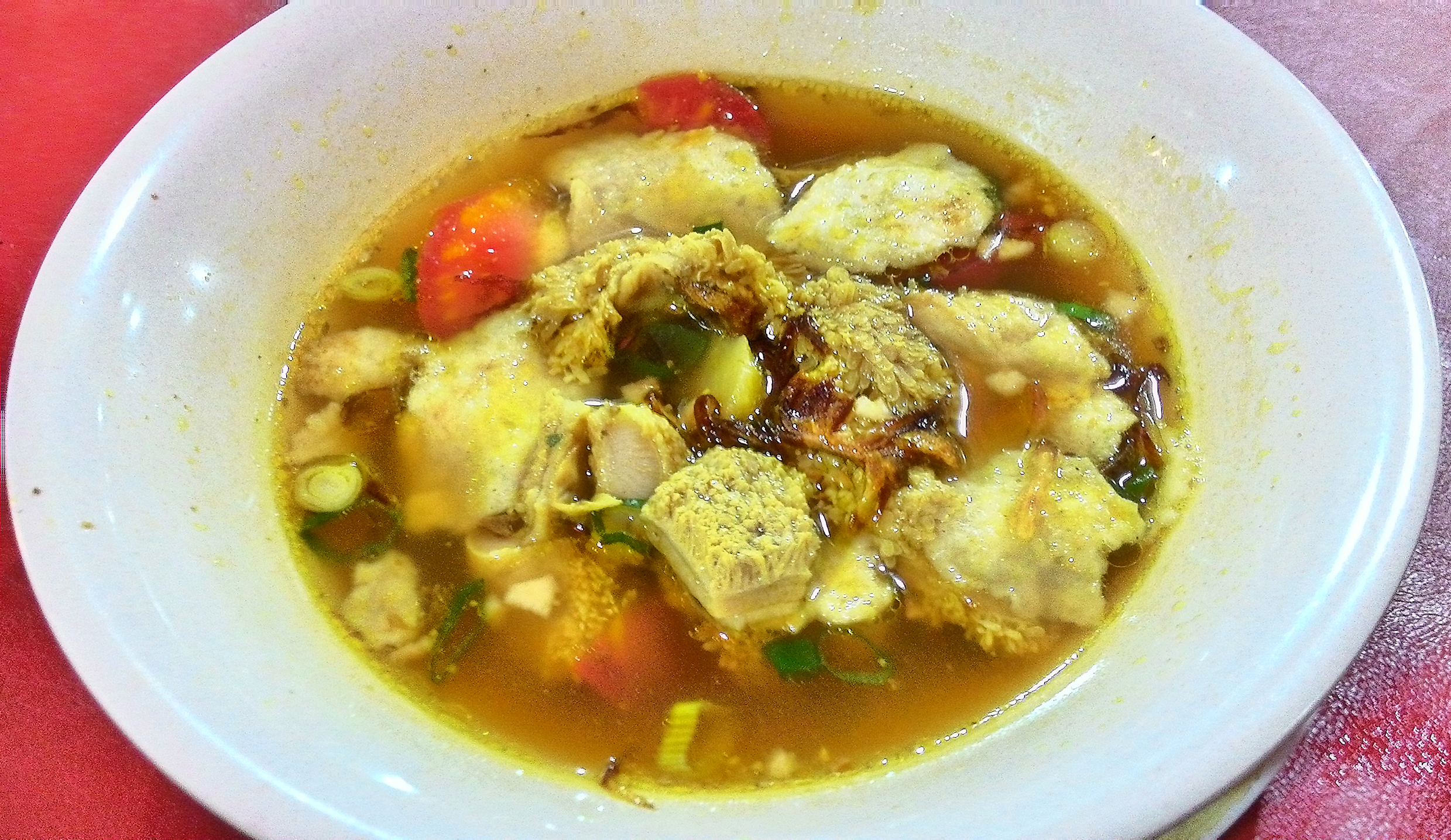
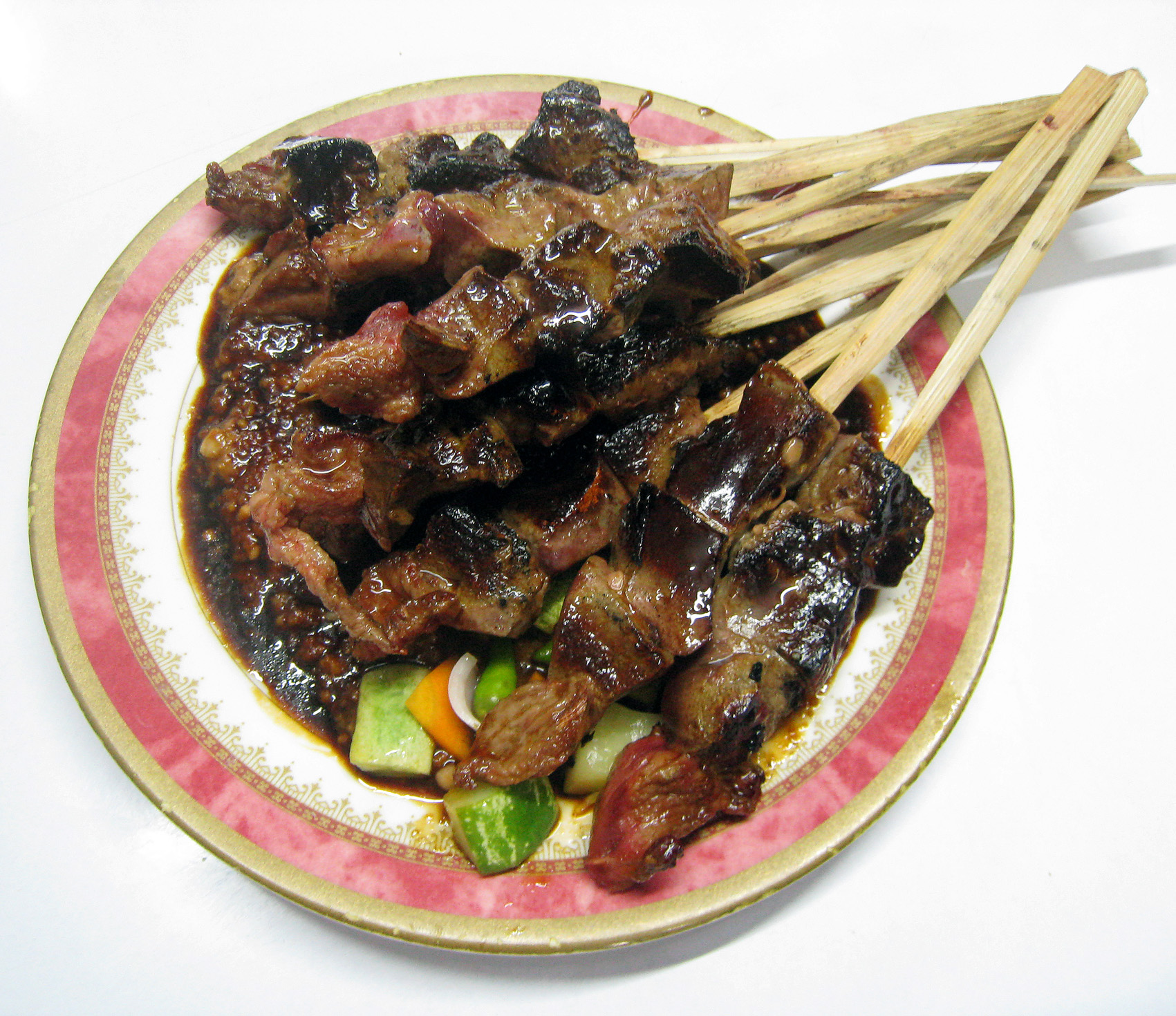
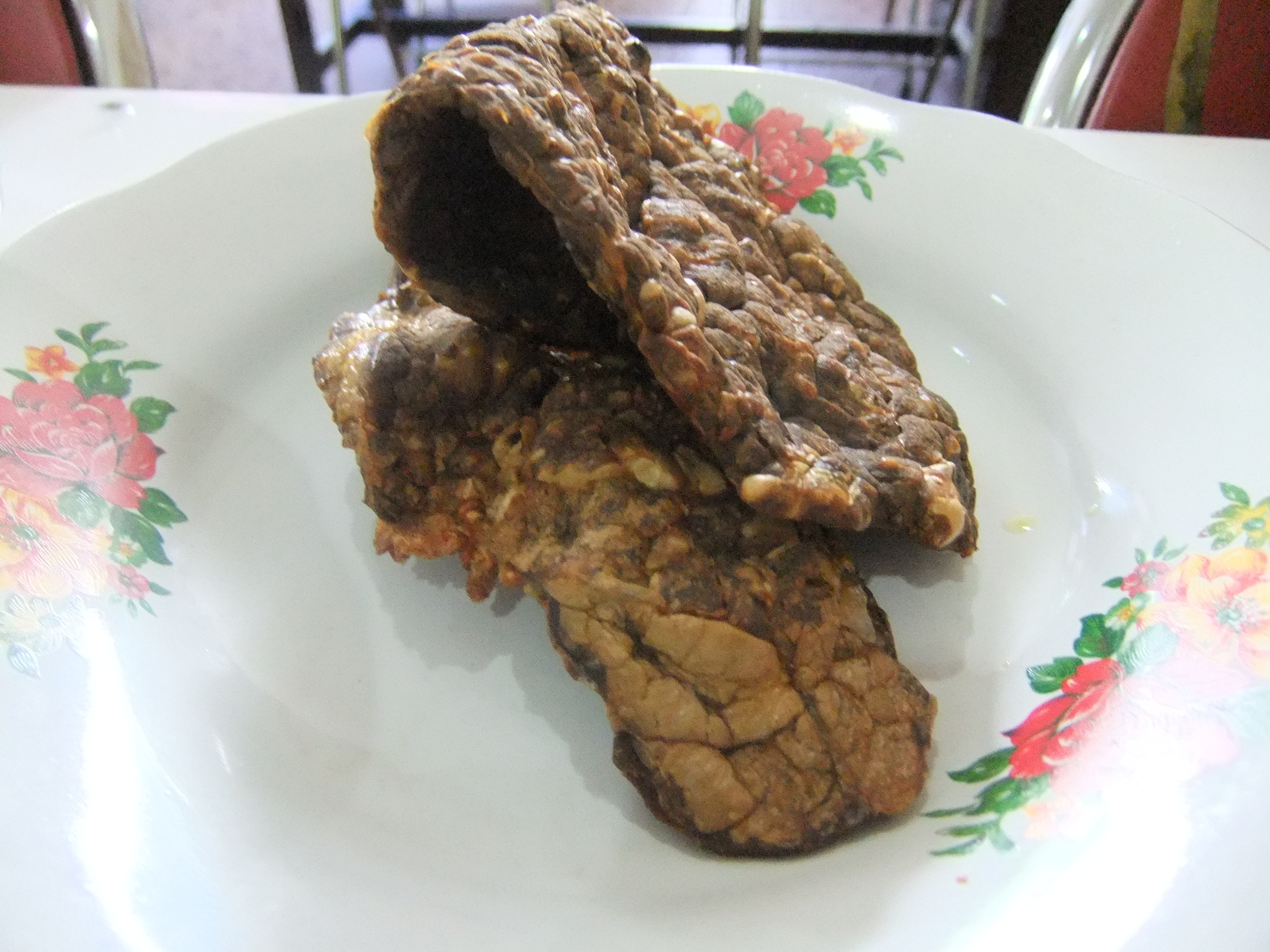
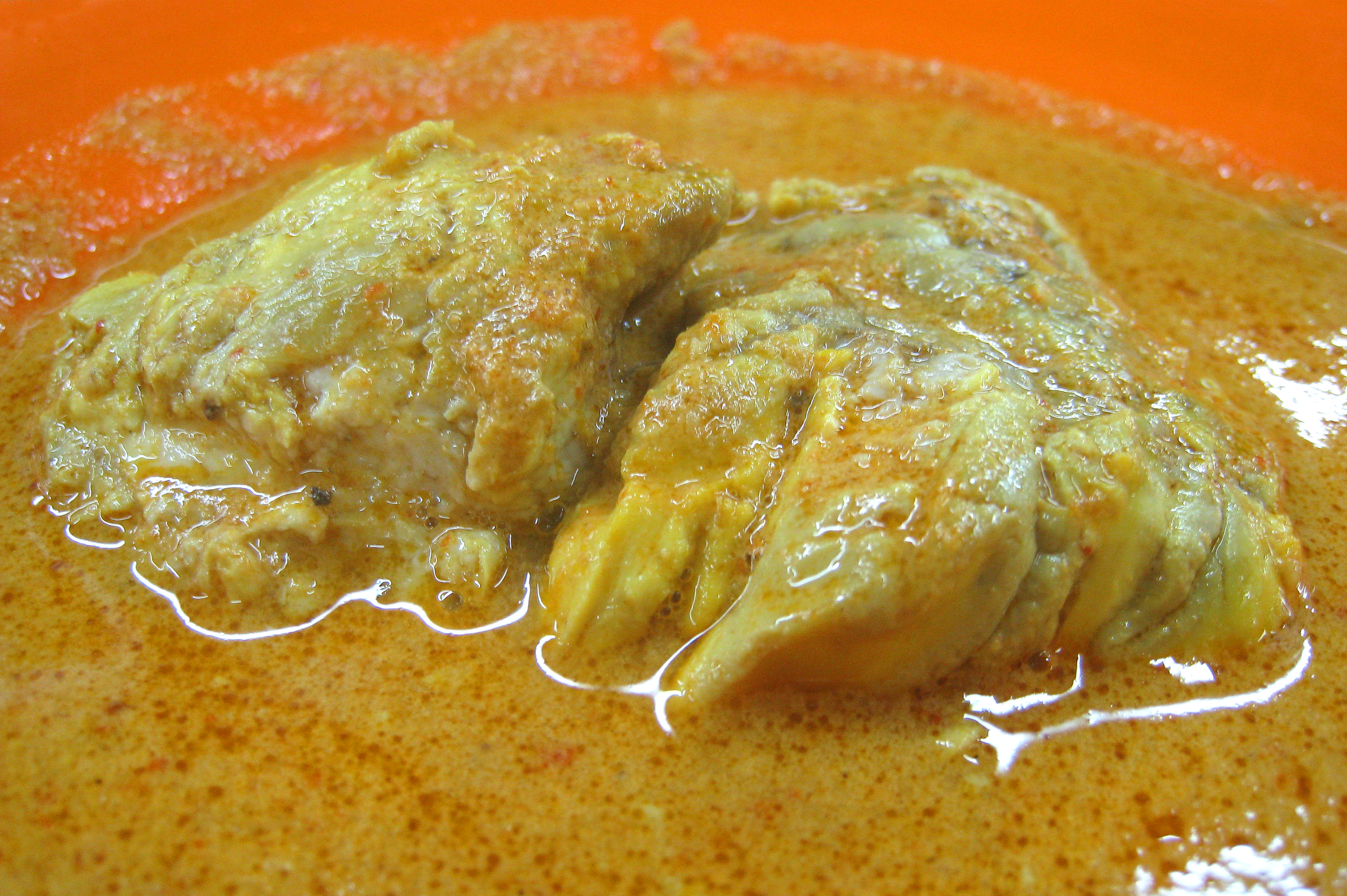
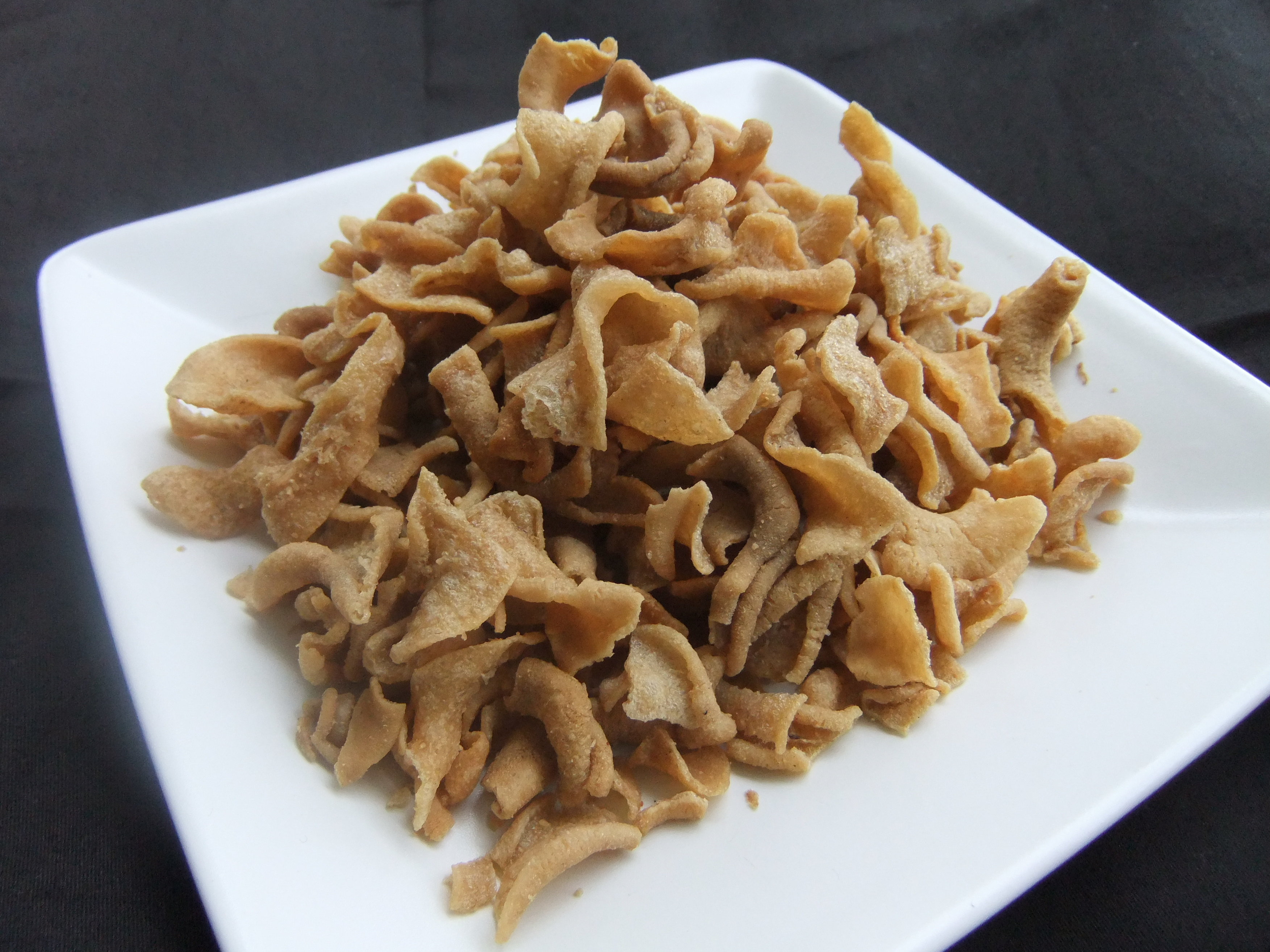

## قائمة المصادر
- McLagan, Jennifer. Odd Bits: How to Cook the Rest of the Animal. Berkeley, Calif.: Ten Speed Press, 2011.
- Helou, Anissa. "Offal, the Fifth Quarter." UK: Absolute Press, first edition 2004, revised edition 2011

## وصلات خارجية
- Offal and Variety Meat Terminology Preparation techniques for various offal and terms defined.